# 大判カメラ

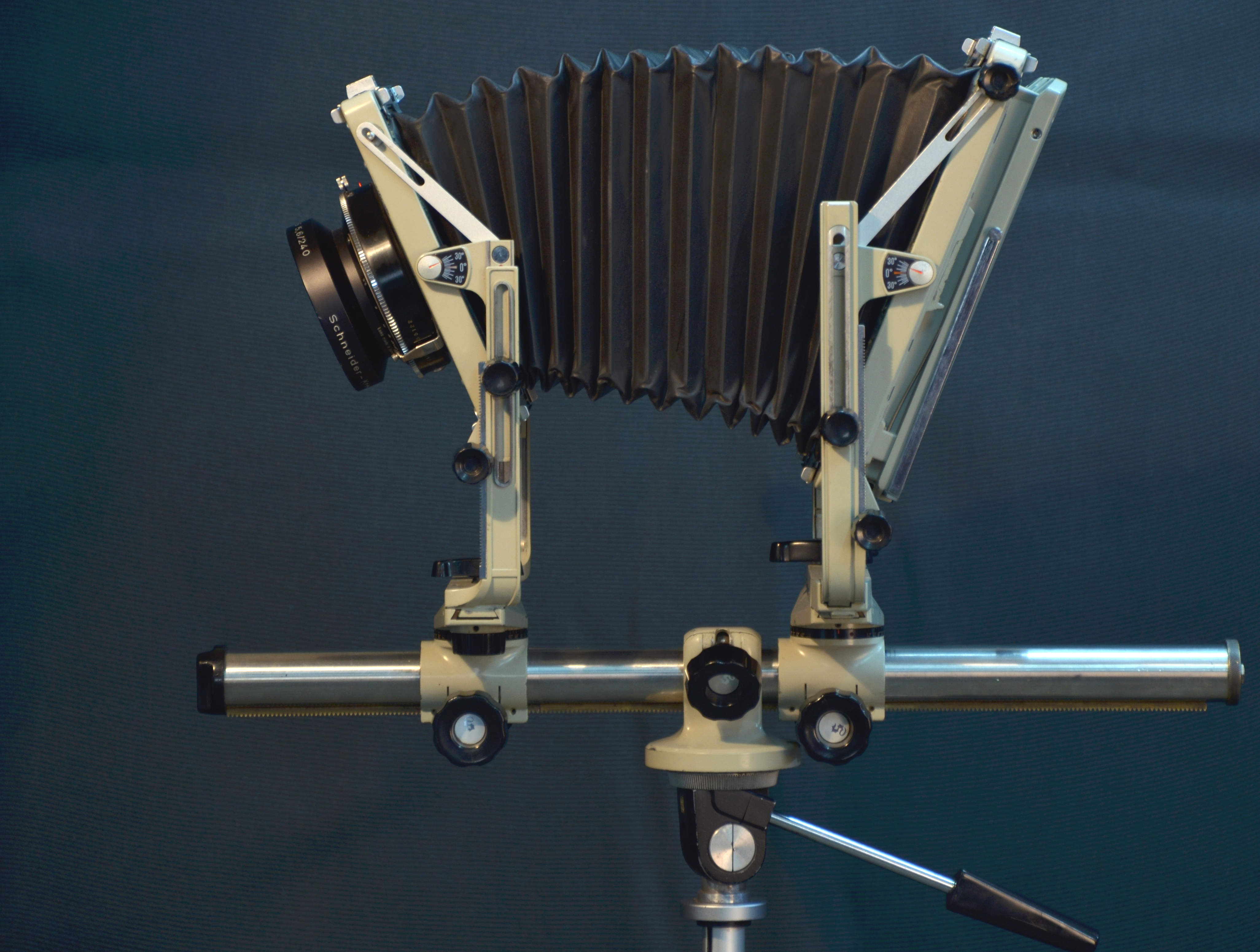
Toyo view 57

大判カメラ（おおばんカメラ）とは4×5インチ（102×127mm）以上のシートフィルム（カットフィルム）を使用するカメラの総称である。

## 概要
用途としては雑誌やポスターなど完成時に大きく伸ばす必要がある分野、集合写真など高解像度を要求される用途に需要があったが、近年需要は減りつつある。
需要が減った理由としては、大きく伸ばす必要のあるプリントでもデジタルカメラで対応可能になったこと、撮影の依頼主が利便性からデジタルデータでの納入を求めるケースが増えたこと、アオリなど大判カメラでなければできなかったことがデジタルカメラでも編集ソフトを使用することにより可能となったこと、デジタルよりもコストが嵩むことなどが挙げられる。
ただし、多彩なレンズが使用できること、アクセサリー類の規格がメーカーを問わずある程度統一されていること、原始的な構造故に基本動作から応用まですべて手作業を必要とするため自身の写真技術の向上が期待できること、高級木材を使用したりして嗜好性を高めたメーカーの存在などから一定数の愛好家が存在する。
大判サイズのイメージセンサーが搭載されているデジタルカメラは、米国カリフォルニア州のベンチャー企業・LargeSenseが2018年に8x10判の機種を発売している。

## フォーマット

### 4×5in判
「シノゴ」とも言われる。大判の中で最も多く使用されるフォーマット。カメラやレンズ、フィルムなど、機材も豊富に生産されている。大都市圏の大型カメラ店やプロラボであればフィルムの入手も容易である。

### 5×7in判
「ゴシチ」「ゴナナ」とも言われる。このフォーマット専用のカメラは少なく、4×5in判のカメラの部品を流用したものが多い。

### 8×10in判
「エイト・バイ・テン」「バイテン」とも言われる。4×5in判の次に多く使用されるフォーマット。量産品としてカタログに載るカメラは事実上このサイズまでで、これを超えたサイズでは、カメラ本体は特注生産や限定生産となり、周辺機材やフィルムの入手が困難となる。

### 8×20in判
「エイト・バイ・トゥエンティー」。

### 11×14in判
「イレブン・バイ・フォーティーン」。

### 12×20in判
「トウェルヴ・バイ・トゥエンティー」。

### 14×20in判
「フォーティーン・バイ・トゥエンティー」。

### 16×20in判
「シックスティーン・バイ・トゥエンティー」。

### 20×24in判
「トゥエンティー・バイ・トゥエンティーフォー」。

## カメラ
カメラには、スタジオ用のモノレールカメラ、野外用のフィールドカメラ（テクニカルカメラ）が存在する。後者は機動性を重視するためアオリ操作はレンズ側のみ可能で、フィルム側ではできない機種が多い。
フィールドタイプには木製と金属製のものが存在する。
木製ビューカメラは金属製と比べて軽くて携行しやすいが、強度の点で金属製に劣る。カメラには後部に冠布（遮光布）あるいは遮光フードが付いていることが多く、ピントグラス上でピント合わせをする際には冠布をかぶって行い、F値やシャッター速度を設定してからカメラ背面にフィルムホルダーを装着し、ホルダーの遮光板を引いてからシャッターを切る。

## レンズ
大判カメラではレンズボードにレンズを取り付けてからカメラに装着する。そのため、どのメーカーのいつの時代のレンズであっても、レンズボードに取り付けさえすれば現在も使うことができる。基本的にはレンズにはフォーカシング機構が存在せず、蛇腹を伸縮させるなどカメラ側でピントを調節する。これにより前述のアオリが可能になっている。また、超広角レンズの一部にはヘリコイドが付いているものがある。
レンズボードにはいくつか規格があるが、4×5in判ではリンホフのリンホフボードが事実上の統一規格であり、一部でグラフレックスのグラフィックボードが使われている。それより大きい規格ではジナーのジナーボードが事実上の準統一規格となっており、一部でリンホフのカルダンボードが使われている。他の規格を使う機材でも、ほとんどの場合アダプターを介してこれらのレンズボードを使用する。

## シャッター
最初期は露光のコントロールはレンズキャップの着脱で行った。
感材の感度が上がって来ると、ソロントンシャッターが使われるようになった。この名称はソロントン・ピッカードがその有力メーカーだったことに由来する。
現在は主にレンズシャッターが使われている。コンパー、プロンター、セイコーなどがあったが現在ではコパルのみになってしまった。シャッターの大きさには0番1番3番があり、この大きささえ合えばどのレンズにも使えるが、絞り機構も一緒になっているため絞り目盛り板を修正する必要はある。
ジナーや駒村では、シャッターをレンズの後（カメラ内部）に置くシステムも提供している。電子シャッターにより、静物撮影で精密な露光制御が可能となる。

## 大判カメラ部品・用品と主要メーカー

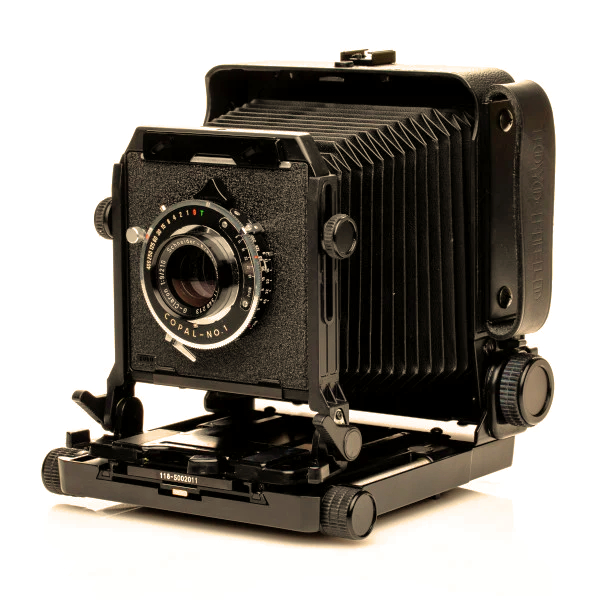
Toyo Field 45

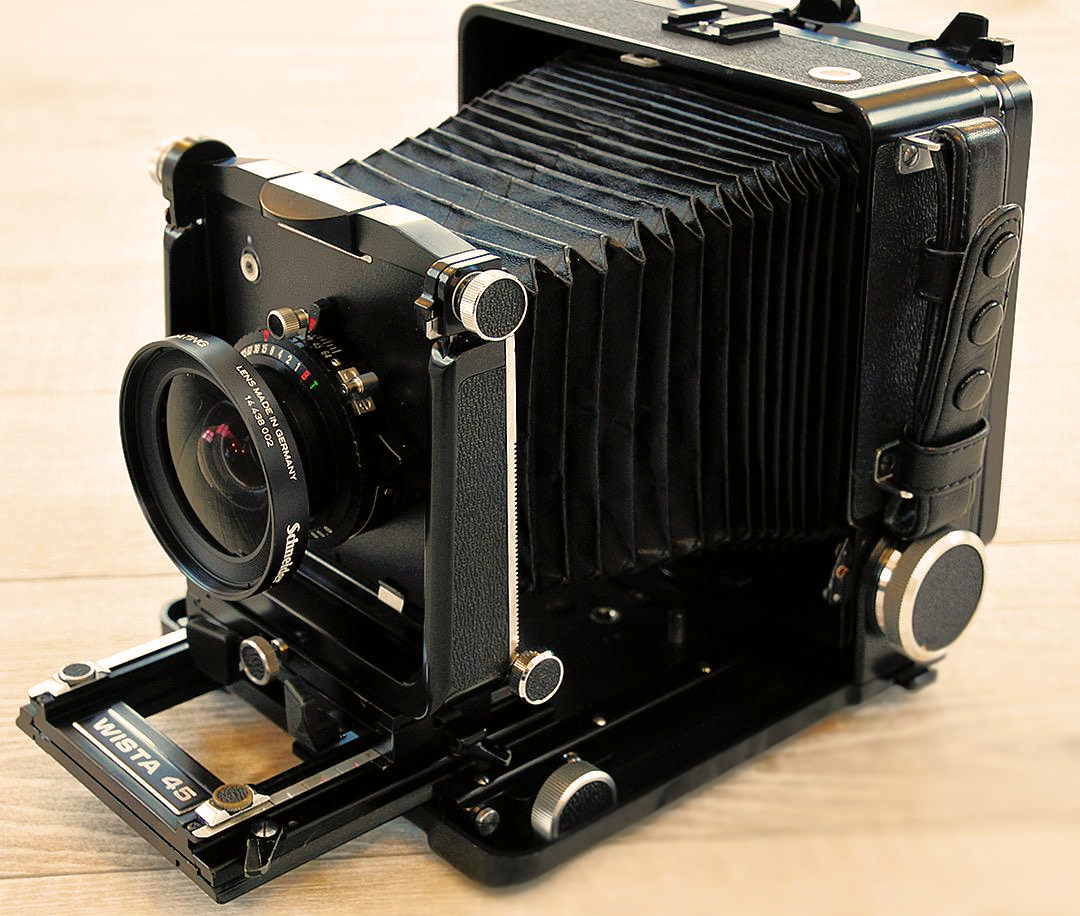
Wista 45

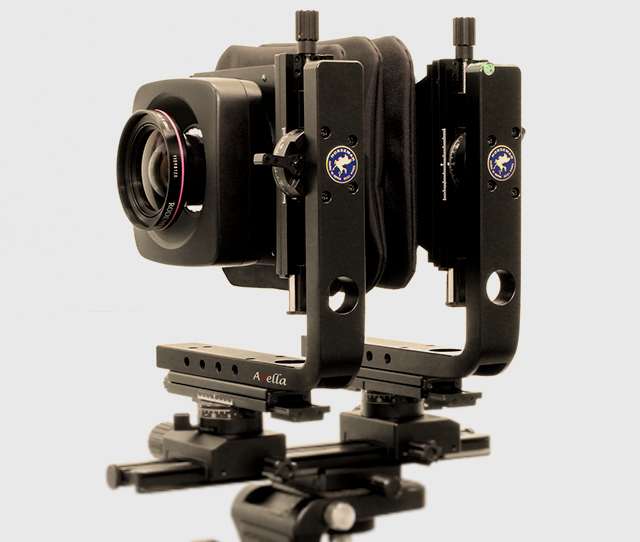
Horseman Axella

### カメラ本体
- ウイスタ - 金属製フィールドカメラ・紫壇材製テクニカルカメラを製造している日本のメーカー。金属製テクニカルカメラのほか、木部は黒檀や櫻材、金属部はチタン・ステンレスと高級材を使用している。
  - ウイスタのカメラ製品一覧
- トヨ - トヨフィールドを製造している日本のメーカー。
- 駒村商会 - 金属製ビューカメラ「ホースマンLX」と木製フィールドカメラ「ウッドマン45」を販売していた。2012年12月から、ケンコープロフェッショナルイメージングへ事業移管され「ホースマン」ブランドで製造・販売されている。
- カンボ - 廉価ながら高機能なカメラを製造しているオランダのメーカー。
- ジナー - モノレールカメラの最高峰とされるスイスのメーカー。
- リンホフ - 金属製フィールドカメラテヒニカシリーズを製造しているドイツのメーカー。
- Intrepid Camera[3] - 2014年から製造を開始したイギリスのメーカー。

過去に製造販売していたメーカー
- ディアドルフ - 木製フィールドカメラを製造していたアメリカのメーカー。
- エボニー - 木製フィールドカメラを製造している日本のメーカー。木部は黒檀やマホガニー、金属部はチタンやステンレスと高級材を使用している。
  - エボニーのカメラ製品一覧
- グラフレックス - スピードグラフィックを製造していたアメリカのメーカー。
- タチハラ - 木製フィールドカメラを製造している日本のメーカー。最大で11x14サイズのタイプもある。
- トーホー
- 長岡製作所 - 木製フィールドカメラを製造していた日本のメーカー、日本最後の木製大型カメラメーカーとして知られる。
- 奥原写真機製作所 - 「OKUHARA CAMERA」を製造していた日本のメーカー。

### レンズ
- カール・ツァイス
  - カール・ツァイスのレンズ製品一覧
  - ビオゴン
  - プラナー
  - ゾナー
  - テッサー
- コンゴー
- ニッコール
- ローデンストック
- シュナイダー・クロイツナッハ
  - シュナイダー・クロイツナッハのレンズ製品一覧
  - アンギュロン
  - ジンマー
  - クセナー
- フォクトレンダー
  - ヘリアー

### シャッター
- シャッター
- 日本電産コパル - 日本の精密機械メーカー。日本の老舗シャッターメーカーである。
- デッケル - ドイツの老舗精密機械メーカー。デッケルの「コンパー」は現在のレンズシャッターのパイオニアのひとつ。

### フィルム
- 写真フィルム
- シートフィルム